# Zatypota alborhombarta
Zatypota alborhombarta är en stekelart som först beskrevs av Davis 1895.  Zatypota alborhombarta ingår i släktet Zatypota och familjen brokparasitsteklar. Inga underarter finns listade i Catalogue of Life.